# Soupisky mužstev na mistrovství světa ve fotbale 2014 (skupina F)
Toto je soupiska čtyř mužstev skupiny F na Mistrovství světa ve fotbale 2014.

## Argentina
- Konečná nominace proběhla 2. června 2014 a bylo v ní nominováno celkem 23 fotbalistů.[1]

| Č.        | Jméno                   | Datum narození             | Datum úmrtí                       | Klub                   | Zápasy (góly) | Na MS    | Na MS    | Na MS    | Na MS    | Na MS    |          |
| Č.        | Jméno                   | Datum narození             | Datum úmrtí                       | Klub                   | Zápasy (góly) | Z        | G        | ŽK       | ČK       | min.     |          |
| Brankáři  | Brankáři                | Brankáři                   | Brankáři                          | Brankáři               | Brankáři      | Brankáři | Brankáři | Brankáři | Brankáři | Brankáři | Brankáři |
| --------- | ----------------------- | -------------------------- | --------------------------------- | ---------------------- | ------------- | -------- | -------- | -------- | -------- | -------- | -------- |
| 1         | Sergio Romero           | 22. února 1987 (27 let)    |                                   | AS Monaco FC           | 46 (0)        | 7        | 0        | 0        | 0        | 720      |          |
| 12        | Agustín Orión           | 26. července 1981 (32 let) |                                   | CA Boca Juniors        | 3 (0)         | 0        | 0        | 0        | 0        | 0        |          |
| 21        | Mariano Andújar         | 30. července 1983 (30 let) |                                   | Calcio Catania         | 10 (0)        | 0        | 0        | 0        | 0        | 0        |          |
| Obránci   |                         |                            |                                   |                        |               |          |          |          |          |          |          |
| 2         | Ezequiel Garay          | 10. října 1986 (27 let)    |                                   | Benfica Lisabon        | 18 (0)        | 7        | 0        | 1        | 0        | 720      |          |
| 3         | Hugo Campagnaro         | 27. června 1980 (33 let)   |                                   | Inter Milán            | 14 (0)        | 1        | 0        | 0        | 0        | 46       |          |
| 4         | Pablo Zabaleta          | 16. ledna 1985 (29 let)    |                                   | Manchester City FC     | 38 (0)        | 7        | 0        | 0        | 0        | 720      |          |
| 15        | Martín Demichelis       | 20. prosince 1980 (33 let) |                                   | Manchester City FC     | 38 (2)        | 3        | 0        | 1        | 0        | 330      |          |
| 16        | Marcos Rojo             | 20. března 1990 (24 let)   |                                   | Sporting CP            | 22 (0)        | 6        | 1        | 2        | 0        | 615      |          |
| 17        | Federico Fernández      | 21. února 1989 (25 let)    |                                   | SSC Neapol             | 25 (2)        | 4        | 0        | 0        | 0        | 390      |          |
| 23        | José María Basanta      | 3. dubna 1984 (30 let)     |                                   | CF Monterrey           | 9 (0)         | 2        | 0        | 0        | 0        | 105      |          |
| Záložníci |                         |                            |                                   |                        |               |          |          |          |          |          |          |
| 5         | Fernando Gago           | 10. dubna 1986 (28 let)    |                                   | CA Boca Juniors        | 48 (0)        | 6        | 0        | 0        | 0        | 373      |          |
| 6         | Lucas Biglia            | 30. ledna 1986 (28 let)    |                                   | SS Lazio               | 18 (0)        | 7        | 0        | 1        | 0        | 349      |          |
| 7         | Ángel Di María          | 14. února 1988 (26 let)    |                                   | Real Madrid            | 47 (9)        | 5        | 1        | 1        | 0        | 423      |          |
| 8         | Enzo Pérez              | 22. února 1986 (28 let)    |                                   | Benfica Lisabon        | 7 (1)         | 3        | 0        | 0        | 0        | 225      |          |
| 11        | Maxi Rodríguez          | 2. ledna 1981 (33 let)     |                                   | CA Newell's Old Boys   | 55 (16)       | 2        | 0        | 0        | 0        | 66       |          |
| 13        | Augusto Fernández       | 10. dubna 1986 (28 let)    |                                   | Celta de Vigo          | 8 (1)         | 0        | 0        | 0        | 0        | 0        |          |
| 14        | Javier Mascherano       | 8. června 1984 (30 let)    |                                   | FC Barcelona           | 98 (3)        | 7        | 0        | 1        | 0        | 720      |          |
| 19        | Ricardo Gabriel Álvarez | 12. dubna 1988 (26 let)    |                                   | Inter Milán            | 7 (1)         | 1        | 0        | 0        | 0        | 27       |          |
| Útočníci  |                         |                            |                                   |                        |               |          |          |          |          |          |          |
| 9         | Gonzalo Higuaín         | 10. prosince 1987 (26 let) |                                   | SSC Neapol             | 36 (20)       | 7        | 1        | 0        | 0        | 572      |          |
| 10        | Lionel Messi –          | 24. června 1987 (26 let)   |                                   | FC Barcelona           | 86 (38)       | 7        | 4        | 0        | 0        | 693      |          |
| 18        | Rodrigo Palacio         | 5. února 1982 (32 let)     |                                   | Inter Milán            | 22 (3)        | 5        | 0        | 0        | 0        | 159      |          |
| 20        | Sergio Agüero           | 2. června 1988 (26 let)    |                                   | Manchester City FC     | 51 (21)       | 5        | 0        | 1        | 0        | 315      |          |
| 22        | Ezequiel Lavezzi        | 3. května 1985 (29 let)    |                                   | Paris Saint-Germain FC | 30 (4)        | 6        | 0        | 0        | 0        | 354      |          |
| Trenér    |                         |                            |                                   |                        |               |          |          |          |          |          |          |
|           | Alejandro Sabella       | 5. listopadu 1954 (59 let) | 8. prosince 2020 (ve věku 66 let) |                        | 34 (21 výher) |          |          |          |          |          |          |

## Bosna a Hercegovina
- Konečná nominace proběhla 2. června 2014 a bylo v ní nominováno celkem 23 fotbalistů.[2]

| Č.        | Jméno              | Datum narození             | Klub                   | Zápasy (góly) | Na MS    | Na MS    | Na MS    | Na MS    | Na MS    |          |
| Č.        | Jméno              | Datum narození             | Klub                   | Zápasy (góly) | Z        | G        | ŽK       | ČK       | min.     |          |
| Brankáři  | Brankáři           | Brankáři                   | Brankáři               | Brankáři      | Brankáři | Brankáři | Brankáři | Brankáři | Brankáři | Brankáři |
| --------- | ------------------ | -------------------------- | ---------------------- | ------------- | -------- | -------- | -------- | -------- | -------- | -------- |
| 1         | Asmir Begović      | 20. června 1987 (26 let)   | Stoke City FC          | 30 (0)        | 3        | 0        | 0        | 0        | 270      |          |
| 12        | Jasmin Fejzić      | 15. května 1986 (28 let)   | VfR Aalen              | 0 (0)         | 0        | 0        | 0        | 0        | 0        |          |
| 22        | Asmir Avdukić      | 13. května 1981 (33 let)   | FK Borac Banja Luka    | 3 (0)         | 0        | 0        | 0        | 0        | 0        |          |
| Obránci   |                    |                            |                        |               |          |          |          |          |          |          |
| 3         | Ermin Bičakčić     | 24. ledna 1990 (24 let)    | Eintracht Braunschweig | 7 (1)         | 1        | 0        | 0        | 0        | 90       |          |
| 4         | Emir Spahić –      | 18. srpna 1980 (33 let)    | Bayer 04 Leverkusen    | 74 (3)        | 3        | 0        | 1        | 0        | 270      |          |
| 5         | Sead Kolašinac     | 20. června 1993 (20 let)   | FC Schalke 04          | 4 (0)         | 2        | 0        | 0        | 0        | 180      |          |
| 6         | Ognjen Vranješ     | 24. října 1989 (24 let)    | Elazığspor             | 13 (0)        | 1        | 0        | 0        | 0        | 29       |          |
| 15        | Toni Šunjić        | 15. prosince 1988 (25 let) | FK Zorja Luhansk       | 17 (0)        | 2        | 0        | 0        | 0        | 180      |          |
| Záložníci |                    |                            |                        |               |          |          |          |          |          |          |
| 2         | Avdija Vršajević   | 6. března 1986 (28 let)    | HNK Hajduk Split       | 40 (2)        | 1        | 1        | 0        | 0        | 90       |          |
| 7         | Muhamed Bešić      | 10. září 1992 (21 let)     | Ferencvárosi TC        | 9 (0)         | 3        | 0        | 1        | 0        | 270      |          |
| 8         | Miralem Pjanić     | 2. dubna 1990 (24 let)     | AS Řím                 | 48 (8)        | 3        | 1        | 0        | 0        | 270      |          |
| 10        | Zvjezdan Misimović | 5. června 1982 (32 let)    | Peking Žen-che         | 82 (26)       | 2        | 0        | 0        | 0        | 164      |          |
| 13        | Mensur Mujdža      | 28. března 1984 (30 let)   | SC Freiburg            | 24 (0)        | 2        | 0        | 0        | 0        | 159      |          |
| 14        | Izet Hajrović      | 4. srpna 1991 (22 let)     | Galatasaray SK         | 7 (2)         | 2        | 0        | 0        | 0        | 128      |          |
| 16        | Senad Lulić        | 18. ledna 1986 (28 let)    | SS Lazio               | 33 (1)        | 2        | 0        | 0        | 0        | 148      |          |
| 17        | Senijad Ibričić    | 26. září 1985 (28 let)     | Kayseri Erciyesspor    | 42 (4)        | 0        | 0        | 0        | 0        | 0        |          |
| 18        | Haris Medunjanin   | 8. března 1985 (29 let)    | Gaziantepspor          | 35 (5)        | 2        | 0        | 1        | 0        | 80       |          |
| 20        | Anel Hadžić        | 16. srpna 1989 (24 let)    | SK Sturm Graz          | 2 (0)         | 1        | 0        | 0        | 0        | 61       |          |
| 21        | Tino-Sven Sušić    | 13. února 1992 (22 let)    | HNK Hajduk Split       | 2 (0)         | 2        | 0        | 0        | 0        | 105      |          |
| 23        | Sejad Salihović    | 8. října 1984 (29 let)     | TSG 1899 Hoffenheim    | 42 (4)        | 2        | 0        | 0        | 0        | 43       |          |
| Útočníci  |                    |                            |                        |               |          |          |          |          |          |          |
| 9         | Vedad Ibišević     | 6. srpna 1984 (29 let)     | VfB Stuttgart          | 55 (20)       | 3        | 1        | 0        | 0        | 144      |          |
| 11        | Edin Džeko         | 17. března 1986 (28 let)   | Manchester City FC     | 62 (35)       | 3        | 1        | 0        | 0        | 264      |          |
| 19        | Edin Višća         | 17. února 1990 (24 let)    | İstanbul Başakşehir FK | 10 (0)        | 2        | 0        | 0        | 0        | 25       |          |
| Trenér    |                    |                            |                        |               |          |          |          |          |          |          |
|           | Safet Sušić        | 13. dubna 1955 (59 let)    |                        | 42 (21 výher) |          |          |          |          |          |          |

## Írán
- Konečná nominace proběhla 1. června 2014 a bylo v ní nominováno celkem 23 fotbalistů.[3]

| Č.        | Jméno               | Datum narození             | Klub                   | Zápasy (góly) | Na MS    | Na MS    | Na MS    | Na MS    | Na MS    |          |
| Č.        | Jméno               | Datum narození             | Klub                   | Zápasy (góly) | Z        | G        | ŽK       | ČK       | min.     |          |
| Brankáři  | Brankáři            | Brankáři                   | Brankáři               | Brankáři      | Brankáři | Brankáři | Brankáři | Brankáři | Brankáři | Brankáři |
| --------- | ------------------- | -------------------------- | ---------------------- | ------------- | -------- | -------- | -------- | -------- | -------- | -------- |
| 1         | Rahmán Ahmadí       | 30. července 1986 (27 let) | Sepahan FC             | 10 (0)        | 0        | 0        | 0        | 0        | 0        |          |
| 12        | Alírezá Haghíghí    | 2. května 1988 (26 let)    | Sporting Covilhã       | 6 (0)         | 3        | 0        | 0        | 0        | 270      |          |
| 22        | Dániel Davárí       | 6. ledna 1988 (26 let)     | Eintracht Braunschweig | 4 (0)         | 0        | 0        | 0        | 0        | 0        |          |
| Obránci   |                     |                            |                        |               |          |          |          |          |          |          |
| 4         | Džalál Hosejní      | 3. února 1982 (32 let)     | Persepolis FC          | 85 (6)        | 3        | 0        | 0        | 0        | 270      |          |
| 5         | Amír Hosejn Sadeghí | 6. září 1981 (32 let)      | Esteghlal FC           | 17 (1)        | 3        | 0        | 0        | 0        | 270      |          |
| 13        | Hosejn Mahíní       | 16. září 1986 (27 let)     | Persepolis FC          | 22 (0)        | 0        | 0        | 0        | 0        | 0        |          |
| 15        | Pažmán Montazerí    | 6. září 1983 (30 let)      | Umm Salal              | 22 (1)        | 3        | 0        | 0        | 0        | 270      |          |
| 17        | Ahmad Alí Namé      | 10. října 1982 (31 let)    | Naft Tehran FC         | 9 (1)         | 0        | 0        | 0        | 0        | 0        |          |
| 19        | Hášem Beíkzádeh     | 22. ledna 1984 (30 let)    | Esteghlal FC           | 68 (1)        | 0        | 0        | 0        | 0        | 0        |          |
| 20        | Steven Bajítašúr    | 1. února 1987 (27 let)     | Vancouver Whitecaps FC | 6 (0)         | 0        | 0        | 0        | 0        | 0        |          |
| 23        | Mehrdád Púládí      | 26. února 1987 (27 let)    | Persepolis FC          | 20 (0)        | 3        | 0        | 0        | 0        | 270      |          |
| Záložníci |                     |                            |                        |               |          |          |          |          |          |          |
| 3         | Ehsán Hadžsáfí      | 25. února 1990 (24 let)    | Sepahan FC             | 62 (3)        | 3        | 0        | 0        | 0        | 241      |          |
| 6         | Džavád Nekúnam –    | 7. října 1980 (33 let)     | Al-Kuwait              | 140 (37)      | 3        | 0        | 1        | 0        | 270      |          |
| 7         | Masúd Šodžáí        | 9. června 1984 (30 let)    | UD Las Palmas          | 50 (5)        | 3        | 0        | 1        | 0        | 122      |          |
| 8         | Rezá Haghíghí       | 1. února 1989 (25 let)     | Persepolis FC          | 8 (0)         | 1        | 0        | 0        | 0        | 2        |          |
| 11        | Kásem Haddádifár    | 12. července 1983 (30 let) | Zob Ahan FC            | 17 (0)        | 0        | 0        | 0        | 0        | 0        |          |
| 14        | Andranik Tejmurijan | 6. března 1983 (31 let)    | Esteghlal FC           | 79 (8)        | 3        | 0        | 1        | 0        | 270      |          |
| 18        | Bachtijár Rahmání   | 23. září 1991 (22 let)     | Foolad FC              | 4 (0)         | 0        | 0        | 0        | 0        | 0        |          |
| 21        | Aškan Dadžagá       | 5. července 1986 (27 let)  | Fulham FC              | 14 (4)        | 3        | 0        | 0        | 0        | 231      |          |
| Útočníci  |                     |                            |                        |               |          |          |          |          |          |          |
| 2         | Chosrou Hajdárí     | 14. září 1983 (30 let)     | Esteghlal FC           | 49 (0)        | 3        | 0        | 0        | 0        | 148      |          |
| 9         | Alírezá Džahánbachš | 11. srpna 1993 (20 let)    | NEC Nijmegen           | 7 (1)         | 3        | 0        | 0        | 0        | 44       |          |
| 10        | Karím Ansárífárd    | 3. dubna 1990 (24 let)     | Tractor Sazi FC        | 42 (9)        | 1        | 0        | 1        | 0        | 22       |          |
| 16        | Rezá Ghúčanedžhád   | 20. září 1987 (26 let)     | Charlton Athletic FC   | 14 (10)       | 3        | 1        | 0        | 0        | 270      |          |
| Trenér    |                     |                            |                        |               |          |          |          |          |          |          |
|           | Carlos Queiroz      | 1. března 1953 (61 let)    |                        | 38 (20 výher) |          |          |          |          |          |          |

## Nigérie
- Konečná nominace proběhla 3. června 2014 a bylo v ní nominováno celkem 23 fotbalistů.[4] Kvůli svalovému zranění nemohl na šampionát odcestovat obránce Elderson Echiejile, v nominace ho nahradil záložník Ejike Uzoenyi.[5]

| Č.        | Jméno             | Datum narození              | Klub                | Zápasy (góly) | Na MS    | Na MS    | Na MS    | Na MS    | Na MS    |          |
| Č.        | Jméno             | Datum narození              | Klub                | Zápasy (góly) | Z        | G        | ŽK       | ČK       | min.     |          |
| Brankáři  | Brankáři          | Brankáři                    | Brankáři            | Brankáři      | Brankáři | Brankáři | Brankáři | Brankáři | Brankáři | Brankáři |
| --------- | ----------------- | --------------------------- | ------------------- | ------------- | -------- | -------- | -------- | -------- | -------- | -------- |
| 1         | Vincent Enyeama – | 29. srpna 1982 (31 let)     | Lille OSC           | 91 (0)        | 4        | 0        | 0        | 0        | 360      |          |
| 16        | Austin Ejide      | 8. dubna 1984 (30 let)      | Hapoel Beer Ševa FC | 32 (0)        | 0        | 0        | 0        | 0        | 0        |          |
| 21        | Chigozie Agbim    | 28. listopadu 1984 (29 let) | Gombe United FC     | 11 (0)        | 0        | 0        | 0        | 0        | 0        |          |
| Obránci   |                   |                             |                     |               |          |          |          |          |          |          |
| 2         | Joseph Yobo       | 6. září 1980 (33 let)       | Norwich City FC     | 97 (7)        | 4        | 0        | 0        | 0        | 331      |          |
| 5         | Efe Ambrose       | 18. října 1988 (25 let)     | Celtic FC           | 37 (1)        | 4        | 0        | 0        | 0        | 360      |          |
| 6         | Azubuike Egwuekwe | 16. července 1989 (24 let)  | Warri Wolves FC     | 31 (1)        | 0        | 0        | 0        | 0        | 0        |          |
| 12        | Kunle Odunlami    | 5. března 1990 (24 let)     | Sunshine Stars FC   | 11 (0)        | 0        | 0        | 0        | 0        | 0        |          |
| 13        | Juwon Oshaniwa    | 14. září 1990 (23 let)      | FC Ashdod           | 11 (0)        | 4        | 0        | 1        | 0        | 360      |          |
| 14        | Godfrey Oboabona  | 16. srpna 1990 (23 let)     | Çaykur Rizespor     | 36 (1)        | 1        | 0        | 0        | 0        | 29       |          |
| 22        | Kenneth Omeruo    | 17. října 1993 (20 let)     | Middlesbrough FC    | 17 (0)        | 4        | 0        | 1        | 0        | 360      |          |
| Záložníci |                   |                             |                     |               |          |          |          |          |          |          |
| 3         | Ejike Uzoenyi     | 23. března 1988 (26 let)    | Enegu Rangers       | 21 (3)        | 1        | 0        | 0        | 0        | 15       |          |
| 4         | Reuben Gabriel    | 25. září 1990 (23 let)      | Waasland-Beveren    | 12 (1)        | 1        | 0        | 0        | 0        | 31       |          |
| 10        | John Obi Mikel    | 22. dubna 1987 (27 let)     | Chelsea FC          | 51 (4)        | 4        | 0        | 1        | 0        | 360      |          |
| 11        | Victor Moses      | 12. října 1990 (23 let)     | Liverpool FC        | 22 (7)        | 2        | 0        | 0        | 0        | 141      |          |
| 15        | Ramon Azeez       | 12. prosince 1992 (21 let)  | UD Almería          | 2 (0)         | 1        | 0        | 0        | 0        | 69       |          |
| 17        | Ogenyi Onazi      | 25. prosince 1992 (21 let)  | SS Lazio            | 21 (1)        | 4        | 0        | 0        | 0        | 329      |          |
| 18        | Michel Babatunde  | 24. prosince 1992 (21 let)  | FK Volyň Luck       | 5 (0)         | 2        | 0        | 0        | 0        | 141      |          |
| Útočníci  |                   |                             |                     |               |          |          |          |          |          |          |
| 7         | Ahmed Musa        | 14. října 1992 (21 let)     | PFK CSKA Moskva     | 37 (5)        | 4        | 2        | 0        | 0        | 335      |          |
| 8         | Peter Odemwingie  | 15. července 1981 (32 let)  | Stoke City FC       | 61 (10)       | 4        | 1        | 0        | 0        | 281      |          |
| 9         | Emmanuel Emenike  | 10. května 1987 (27 let)    | Fenerbahçe SK       | 23 (9)        | 4        | 0        | 0        | 0        | 360      |          |
| 19        | Uche Nwofor       | 17. září 1991 (22 let)      | SC Heerenveen       | 6 (3)         | 2        | 0        | 0        | 0        | 12       |          |
| 20        | Michael Uchebo    | 2. února 1990 (24 let)      | Cercle Brugge KSV   | 6 (3)         | 1        | 0        | 0        | 0        | 24       |          |
| 23        | Shola Ameobi      | 12. října 1981 (32 let)     | Newcastle United FC | 7 (2)         | 2        | 0        | 0        | 0        | 63       |          |
| Trenér    |                   |                             |                     |               |          |          |          |          |          |          |
|           | Stephen Keshi     | 23. ledna 1962 (52 let)     |                     | 43 (23 výher) |          |          |          |          |          |          |